# Juliane Engell-Günther
Juliane Engell-Günther (geboren am 3. August 1819 in Bad Sülze, Großherzogtum Mecklenburg-Schwerin; gestorben am 24. September 1910 in Basel) war eine Schweizer Schriftstellerin, Lehrerin und Kämpferin für Frauenrechte.

## Leben
Als Juliane Engell getauft, war sie das Älteste von acht Kindern. Ihr Vater war Beamter in Mecklenburg. Schon frühzeitig war sie in Familienaufgaben eingebunden, sodass sie selbst nie eine Schule besuchte. Gleichwohl unterrichtete sie später ihre jüngeren Geschwister. Da die Eltern literarisch und musikalisch gebildet waren, wurde sie privat in Musik und Vorlesen unterrichtet. Statt der plattdeutschen Mundart lernte sie bereits früh Hochdeutsch als Sprache und nicht wie damals üblich erst ab 7 Jahren. Auch Französisch und Englisch beherrschte sie.
Im Jahr 1836 verließ sie mit 16 Jahren das Elternhaus. Weil ihr Vater erkrankt war und seine Ämter niederlegen musste, nahm sie eine Stelle als Erzieherin an, um Mutter und Geschwister wirtschaftlich zu unterstützen. Ihren Vater sah sie nie wieder. Nach dessen Tod kehrte sie zur mittellosen Mutter zurück und half ihr, eine Schule aufzubauen, die die Mutter mit den Geschwistern führte. Danach nahm Juliane Engell-Günther erneut als Erzieherin bei Gutsbesitzerfamilien Anstellung. Mit dem Verdienst unterstützte sie weiterhin ihre Mutter und Geschwister.
Später zog sie mit einer Schwester auf der Suche nach neuer Anstellung nach Berlin. Dort erlebte sie die 1848er-Revolution mit. Im März 1849 begleitete sie eine befreundete Familie, die sich ihrer Englisch-Kenntnisse bedienen wollten, von Hamburg nach Australien. Es folgte eine beschwerliche Reise mit dem Schiff, auf dem es mehrere Todesfälle und schwere Krankheiten gab. Nachdem das Schiff gezwungenermaßen den Hafen von Rio de Janeiro anlaufen musste, entschloss sich Juliane Engell-Günther, das Schiff zu verlassen. Durch Vermittlung eines deutschen Arztes erhielt sie eine Anstellung als Erzieherin an einem großen brasilianischen Erziehungsinstitut, war aber durch den Ausbruch des Gelbfiebers auch als Pflegekraft in Anspruch genommen.
Im Jahr 1850 heiratete sie den deutschen Ingenieur Hermann Günther, der in Brasilien eine Siedlung in der Provinz Paraná aufbaute. Nach zehn Monaten zogen sie nach Rio de Janeiro zurück. Es folgten Jahre in Sao Paulo, wo er als Ingenieur tätig war. Juliane Engell-Günther errichtete, nachdem sie das Staatsexamen bestanden hatte, ein Mädchen-Kolleg. Da sie berufsbedingt ihrem Mann folgte, wechselte sie entsprechend den Ort dieses Mädchen-Kollegs.
1858 kehrten beide nach Europa zurück und nahmen ihren Wohnsitz in der Schweiz, wo die jüngere Schwester von Juliane Engell-Günther lebte.
Anschließend folgten weitere Stationen in Stuttgart und in Berlin, wo ihr Mann ein fotografisches Institut aufbaute. 1863 wurde der Sohn Reinhold in Berlin geboren, das einzige leibliche Kind. Bereits vor dessen Geburt hatte das Paar einen Jungen adoptiert.
Da Juliane Engell-Günther keine Arbeit als Erzieherin fand, verlegte sie sich aufs Fotografieren von Blumen sowie aufs Malen. Ihre Werke fanden guten Absatz.
Von 1872 bis 1877 hatte Juliane Engell-Günther eine Anstellung als Chefredactrice des Bazar. Illustrirte Damen-Zeitung. Von 1883 bis 1889 war sie als Lehrerin für Malen, Zeichnen, Musik und Sprachen im Institut Concordia in Zürich, eine Knabenschule zur Vorbereitung auf das Polytechnikum, angestellt. Zudem publizierte sie regelmäßig in der illustrierten Monatszeitschrift Helvetia.
Anfang der 1890er-Jahre lebte sie im Tessin. Von April 1900 bis Oktober 1902 lebte sie bei ihrem Sohn und dessen Familie in der Villa Friedegg in Burgdorf (Emmental). Bis ins Alter hatte sie ihre schriftstellerische Tätigkeit fortgesetzt.

## Schriftstellerische Tätigkeit
Sie publizierte unter den Namen Juliane Engell-Günther, Juliane Günther, Luminica und Freifrau von X.
Von ihrem schriftstellerischen Werk zeugen Erzählungen, biografische Texte und Gedichte in verschiedenen Zeitschriften. Zu ihrem Werk zählen Reiseberichte, Betrachtungen und Sachbücher. Häufig behandelte sie frei gewählte Themen, u. a. Menschenrechte, Unabhängigkeit, Gerechtigkeit oder Mutterliebe.
Im Nachruf zu Juliane Engell-Günthers Tode äußerten sich Kolleginnen der Zeitschrift Berna: Juliane Engell-Günther habe stets lebhaften Anteil an allen Fortschritten einer freisinnigen, menschenwürdigen Entwicklung genommen. Sie habe ihre Erfahrungen in verschiedener Form veröffentlicht. Dazu hätten Erzählungen, die die verkehrte Stellung der beiden Geschlechter zueinander behandelten, gezählt, und diese seien auch in Berna erschienen.
An der Frauenbewegung habe sie „warmen Anteil genommen und sei stets für die Rechte von Frauen eingestanden“. Die Schweizerfrauen hätten „eine der weitsichtigsten Frauen verloren“.

## Werke (Auswahl)

### Bücher
- Weihnachtsabende in Brasilien. Für die reifere deutsche Jugend. Berlin 1862.
- Der beste Freund oder Was eine deutsche Mutter zu ihren Kindern spricht. Kinderbuch, mit Illustrationen von Juliane Engell-Günther. 1871
- Die Lösung der sozialen Frage durch die Frau. Eine Ergänzung der hierauf bezüglichen Schriften von J[ohn] Stuart Mill, Prof. Dr. Rud[olf] Gneist und anderen. Langmann & Cie., Berlin 1872.
- Brasilianische Novellen. Leipzig 1890.
- Schweizersagen. Grüningen 1895.
- Faustiana: Splitter aus Goethe's Faust. In neuer Fassung. Handels-Druckerei, Bamberg 1901.

### Artikel
- Die Erziehung des weiblichen Geschlechts. In: Die neue Zeit. Revue des geistigen und öffentlichen Lebens. 1. Jg., Heft 5 1883, S. 214–223.
- Ein heiliger Abend: Skizze aus meinem Leben. In: Sonntagsblatt des Bund. 18. Dezember 1887, Nr. 51, Bern, S. 401–407.
- Ein heiliger Abend: Skizze aus meinem Leben. In: Sonntagsblatt des Bund. 25. Dezember 1887, Nr. 52, Bern, S. 409–411.
- Meine Erinnerungen. Helvetia, 1902